# René Herms
René Herms (Dohna, 17 juli 1982 – Lohmen, 9 januari 2009) was een Duitse atleet, gespecialiseerd in de middellangeafstand. In de periode 2003-2006 was hij de beste Duitse 800-meterloper.

## Biografie
Herms begon met handbal, maar stapte in 1997 over op atletiek. Aanvankelijk was hij sprinter. Later legde hij zich toe op de 400 meter en vanaf 2001 vooral op de 800 m, met als trainer Wolfram Müller. Hij werd in dat jaar al meteen algemeen Duits kampioen en Europees kampioen bij de junioren. Op het Europees atletiekkampioenschap van 2002 in München werd hij zevende in de finale. Herms was Duits kampioen op de 800 m van 2002 tot 2006; in 2007 en 2008 werd hij telkens tweede.
Hij nam deel aan de Olympische Zomerspelen 2004 in Athene, waar hij in de halve finale van de 800 m uitgeschakeld werd. Hij haalde ook tweemaal de halve finale van het WK 2003 in Parijs en het WK 2005 in Helsinki.
Zijn persoonlijk record op de 800 m was 1 minuut 44,14 seconden, gelopen op 8 augustus 2004 in München.
Herms werd op 26-jarige leeftijd dood aangetroffen in zijn woning in Lohmen. Hij bleek reeds de vorige dag overleden, ten gevolge van een ontsteking van de hartspier na een verwaarloosde herpesinfectie. Herms was sedert oktober 2004 getrouwd met Stefanie Lorenz.

## Persoonlijke records
Outdoor
| Onderdeel | Prestatie | Datum             | Plaats              |
| --------- | --------- | ----------------- | ------------------- |
| 400 m     | 47,51 s   | 2002              |                     |
| 800 m     | 1.44,14   | 8 augustus 2004   | München             |
| 1000 m    | 2.19,43   | 1 september 2004  | Sondershausen       |
| 1500 m    | 3.51,25   | 10 september 2004 | Königs Wusterhausen |

Indoor
| Onderdeel | Prestatie | Datum           | Plaats   |
| --------- | --------- | --------------- | -------- |
| 800 m     | 1.46,13   | 7 februari 2003 | Chemnitz |

## Palmares

### 800 m
- 2002: 7e EK - 1.48,86
- 2003:  Europese Indoorcup - 1.48,65
- 2003: 5e in ½ fin. WK - 1.46,88
- 2004:  Europese Indoorcup - 1.49,14
- 2004:  Europacup - 1.45,27
- 2004: 8e in ½ fin. OS - 1.47,68
- 2005: 4e Europacup - 1.47,04
- 2005: 4e in ½ fin. WK - 1.45,21
- 2006: 6e Europacup - 1.47,53
- 2008: 6e Europese Indoorcup - 1.50,7